# Dagny (film)
Dagny – polsko–norweski film biograficzny z 1977 roku w reżyserii Haakona Sandøya, opowiadający o życiu Dagny Juel. Zdjęcia kręcono w Warszawie, Krakowie, Wrocławiu oraz w Tbilisi.

## Obsada aktorska
W filmie grali następujący aktorzy:
- Lise Fjeldstad − Dagny Juel Przybyszewska
- Daniel Olbrychski − Stanisław Przybyszewski
- Per Oscarsson − August Strindberg
- Nils Ole Oftebro − Edvard Munch
- Maciej Englert − Stanisław Korab-Brzozowski
- Olgierd Łukaszewicz − Władysław Emeryk
- Elżbieta Karkoszka − Marta Foerder, matka dzieci Przybyszewskiego
- Barbara Wrzesińska − Jadwiga Kasprowicz, żona Jana
- Henryk Bista − Antoni Przybyszewski, brat Stanisława
- Georg Løkkeberg − Hans L. Juel, ojciec Dagny
- Gøril Havrevold − Minda Juel, matka Dagny
- Lilianna Reiersen − Astrid, siostra Dagny
- Gerdi Schjelderup − Gudrun, siostra Dagny
- Adolf Bjerke − Otto Blehr, polityk, wuj Dagny
- Vibeke Falk − Randi Blehr, feministka, ciotka Dagny
- Jerzy Cnota − Franciszek Flaum, przyjaciel Przybyszewskiego
- Bogusław Linda − Stanisław Sierosławski, przyjaciel Przybyszewskiego
- Jerzy Bińczycki − Jan Kasprowicz
- Aleksander Fabisiak − Alfred Wysocki
- Tadeusz Szaniecki − ojciec chrzestny syna Przybyszewskiego
- Zbigniew Lesień − świadek na ślubie Przybyszewskiego
- Włodzimierz Gołaszewski − świadek śmierci Koraba-Brzozowskiego
- Anna Koławska − żona brata Przybyszewskiego
- Jan Frycz − drukarz "Życia"
- Jerzy Radziwiłowicz − drukarz